# Jean-Marc Chappuis
Jean-Marc Chappuis (* 9. Dezember 1924 in Genf; † 16. Juli 1987) war ein Schweizer evangelischer Theologe und Hochschullehrer.

## Leben

### Familie
Jean-Marc Chappuis war der Sohn des Pfarrers Paul-Gabriel Chappuis und dessen Ehefrau Ellen (geb. Thomas); er hatte noch eine Schwester.
Er war seit 1948 mit Jacqueline, Tochter von Hermann Reymond, verheiratet; gemeinsam hatten sie drei Kinder.

### Werdegang
Jean-Marc Chappuis immatrikulierte sich 1944 an der Theologischen Fakultät der Universität Genf und beendete sein Studium 1949.
1949 wurde er Vikar in Anières und in Vésenaz bei Collonge-Bellerive.
Nach seiner Ordination 1951 wirkte er bis 1956 als Pfarrer im belgischen Jemappes in der Industrielandschaft Borinage, worauf er 1956 anfangs als Redakteur und später als Leiter der Zeitschrift La Vie protestante bis 1974 tätig war; in dieser Zeit promovierte er 1969 mit seiner Dissertation La Vie Protestante zum Dr. theol. und wurde 1970 als ausserordentlicher Professor an die Universität Genf berufen. 
Von 1974 bis 1977 war er als Direktor des evangelischen Fernsehens für die reformierten Sendungen im Fernsehen der Französischen Schweiz verantwortlich, bevor er als ordentlicher Professor für angewandte Theologe ab 1977 tätig war.

### Berufliches und Geistliches Wirken
Jean-Marc Chappuis stand in seinem Denken Karl Barth nahe und war ein Spezialist für Fragen der theologischen und kirchlichen Kommunikation im französischsprachigen Protestantismus. Er war auch ein Verfasser zahlreicher theologischer Schriften.

## Schriften (Auswahl)
- Le mystère de Dieu et son approche concrète chez Gabriel Marcel. Genève: Université de Genève, Faculté autonome de théologie protestante, 1950.
- La Vie Protestante. 1969.
- Information du monde et prédication de l'évangile. Genève: Labor et Fides, 1969.
- Théologie pratique. Genève: Université de Genève/Faculté autonome de théologie protestante, 1970.
- Jean-Marc Chappuis; Laurent Bonnard: L'information: son rôle, son influence, son sens. Lausanne: Cahiers protestants, 1972.
- Jean-Marc Chappuis; Georges Tsetsis; Pierluigi Jalla: Etre et avoir: Méditation sur l'exode et l'exil. Genève: Comité des Eglises auprès des travailleurs migrants, 1974.
- Robert Martin-Achard; François Bovon; Eric Fuchs; Jean-Marc Chappuis: La loi et l'homme nouveau: cours intégré 1977. Genève: Faculté autonome de théologie protestante, 1977.
- Théologie de la communication. Genève: Université de Genève Faculté autonome de théologie protestante, 1978.
- Les mouvements de renouveau charismatique. Genève: Françoise van der Mensbrugghe, 1978.
- Le diaconat. Genève: Université de Genève Faculté autonome de théologie protestante, 1979.
- Division des chrétiens ou service de l'unité?: jalons pour interpréter l'action du Conseil oecuménique des Églises. Genevè: Labor et Fides, 1979.
- Invocation du nom de Dieu et Constitution fédérale. Genève: Labor et Fides, 1980.
- Etude de la fidélite de deux instruments destinés a décrire et à évaluer le commandement. Neuchâtel: Université, Centre de psychologie, 1980.
- Evaluation d'une formation au commandement. Neuchâtel : Université, Centre de psychologie, 1980.
- La prédication: anthologie théologique. Genève: Université de Genève/Centrale des polycopiés, 1981.
- Jésus et la Samaritaine: la géométrie variable de la communication. Genève: Labor et fides, 1982.
- Pierre Marc; Philippe Rovero; Jean-Marc Chappuis: Echecs des uns, inéchecs des autres: de la re-connaissance dans le puzzle scolaire des attentes. Neuchâtel: Séminaire de pédagogie, Université de Neuchâtel, 1982.
- Jean-Marc Chappuis; Pierre Marc: De l'hétérogénéité des jugements fournis par les maîtres, ou de l'importance singulière de la personnalité de l'enseignant. Neuchâtel: Université de Neuchâtel, Séminaire de pédagogie, 1983.
- Jean-Marc Chappuis; René Beaupère: Rassemblés pour la vie: rapport officiel. Genève: Conseil œcuménique des Églises; Paris: Éd. du Centurion, 1984.
- Vincent Massard; Pierre Marc; Jean-Marc Chappuis: Des perceptions des fonctions de l'école par les enseignants. Neuchâtel: Université de Neuchâtel Séminaire de pédagogie, 1984.
- Ecclesiastic Park: histoire fantastique de William Bolomey, dernier pasteur chrétien. Genève: Labor et Fides, 1984.
- La figure du pasteur: dimensions théologiques et composantes culturelles. Genève: Labor et fides, 1985.
- Calvin et la Hongrie. Geneve: Communauté Protestante Hongroise de Geneve, 1986.
- Faculté de Théologie de l'Université de Genève, 1536–1986. Genève: Faculté de Théologie de l'Université de Genève, 1986.
- Guy Bedouelle; Jean-Marc Chappuis; Patrick de Laubier; Edmond Perret: Etre catholique ou réformé aujourd'hui: 1586–1986. Genève: Labor et Fides, 1986.
- Jean-Marc Chappuis; Ambert Longchamp: Aujourd'hui dimanche: recueil d'articles dominicaux. Genève Labor et Fides 1987.
- Jean-Marc Chappuis; Georges Bavaud : Se dire en vérité? Genève: Labor et Fides; Paris: Diff. Bégédis, 1988.